# Recording a Tape the Colour of the Light
 (avril 2018).
Si vous disposez d'ouvrages ou d'articles de référence ou si vous connaissez des sites web de qualité traitant du thème abordé ici, merci de compléter l'article en donnant les références utiles à sa vérifiabilité et en les liant à la section « Notes et références ».
Albums de Bell Orchestre
As Seen Through Windows
(2009)
Recording a Tape the Colour of the Light est le premier album de la formation instrumentale canadienne de post-rock Bell Orchestre, sorti en août 2005 au Royaume-Uni (en novembre aux États-Unis).
En mars 2006 a lieu une tournée destinée à la promotion de l'album en Europe et aux États-Unis.
En mars 2007, l'album est nommé pour un prix Juno dans la catégorie Best Instrumental Album (en français : meilleur album instrumental).
La liste des morceaux inclut une piste cachée appelée (Frost) et débutant 3 min 50 s après un silence à la fin du dernier titre listé au dos de la pochette, Recording a Tunnel (The Invisible Bells). Ce dernier ne durant plus, alors, que 6 min 32 s.
Recording a Tape the Colour of the Light a une réception critique largement positive. Grâce aux commentaires recueillis à partir de publications traditionnelles et spécialisées et colléctées par Metacritic, site d'agrégat d'évaluation populaire qui attribue une note normalisée de 100, l'album obtient un score moyen d'approbation globale de 74, basé sur des avis majoritairement favorables.

## Liste des titres
Toutes les chansons sont écrites et composées par Bell Orchestre.
| 1.    | Recording a Tunnel (The Horns Play Underneath the Canal) | 0:43 |
| 2.    | Les Lumières, Part 1                                     | 6:18 |
| 3.    | Les Lumières, Part 2                                     | 3:51 |
| 4.    | Throw It on a Fire                                       | 4:47 |
| 5.    | Recording a Tunnel (The Horns Play Underneath the Canal) | 1:53 |
| 6.    | The Upwards March                                        | 4:22 |
| 7.    | The Bells Play the Band                                  | 1:20 |
| 8.    | Recording a Tape... (Typewriter Duet)                    | 3:42 |
| 9.    | Nuevo                                                    | 5:52 |
| 10.   | Salvatore Amato                                          | 6:39 |
| 11.   | Recording a Tunnel (The Invisible Bells)                 | 6:32 |
|       | 'Titre caché'                                            |      |
| 11.2. | (Frost)                                                  | 4:05 |
| 52:54 |                                                          |      |

## Crédits
| - Richard Reed Parry : basse, contrebasse, glockenspiel, cloches, synthétiseur, orgue (Faraway) - Sarah Neufeld : violon - Pietro Amato : cor d'harmonie, effets sonores (animaux et bruitages) - Kaveh Nabatian : trompette, cloches, mélodica, cuíca, Echoplex - Stefan Schneider : batterie, percussions, cloches, xylophone, cymbales, timbales | - Enregistrement, mixage : Bell Orchestre, Howard Bilerman, Mark Lawson, Richard Reed Parry - Mastering : Mark Paquin - Artwork, design : Onya Hogan-Finlay, Tracy Maurice |